# Myosorex
Myosorex (Gray, 1837) è un genere di toporagni della famiglia dei Soricidi.

## Descrizione

### Dimensioni
Al genere Myosorex appartengono toporagni di piccole dimensioni, con lunghezza della testa e del corpo tra 60 e 110 mm, la lunghezza della coda tra 24 e 67 mm e un peso fino a 27,5 g.

### Caratteristiche craniche e dentarie
Il cranio è allungato con due fori vascolari sulla parte superiore in prossimità della sutura tra le ossa nasali e frontali. Sono presenti quattro denti superiori unicuspidati.
Sono caratterizzati dalla seguente formula dentaria:

### Aspetto
La pelliccia è lunga e densa. Il colore del corpo varia dal marrone scuro al bruno-nerastro, con le parti ventrali generalmente più chiare. Il muso è lungo ed appuntito, gli occhi sono piccoli. L'orecchio esterno è ridotto e parzialmente nascosto nella pelliccia. Gli arti sono brevi, il dorso delle zampe è ricoperto di scaglie. La coda può essere lunga la metà oppure quanto la testa ed il corpo ed è priva di setole più lunghe. L'estremità del pene è arrotondata.

## Distribuzione
Il genere è diffuso nell'Africa centrale e sud-orientale.

## Tassonomia
Il genere comprende 19 specie.
- Myosorex babaulti
- Myosorex blarina
- Myosorex bururiensis
- Myosorex cafer
- Myosorex eisentrauti
- Myosorex geata
- Myosorex gnoskei
- Myosorex jejei
- Myosorex kabogoensis
- Myosorex kihaulei
- Myosorex longicaudatus
- Myosorex meesteri
- Myosorex okuensis
- Myosorex rumpii
- Myosorex schalleri
- Myosorex sclateri
- Myosorex tenuis
- Myosorex varius
- Myosorex zinki